# رنبرن (آلاباما)
رنبرن شهری در شهرستان کلیبرن،آلاباما می‌باشد. در سرشماری سال ۲۰۱۰ جمعیت ۴۰۹ بود.

## نگارخانه

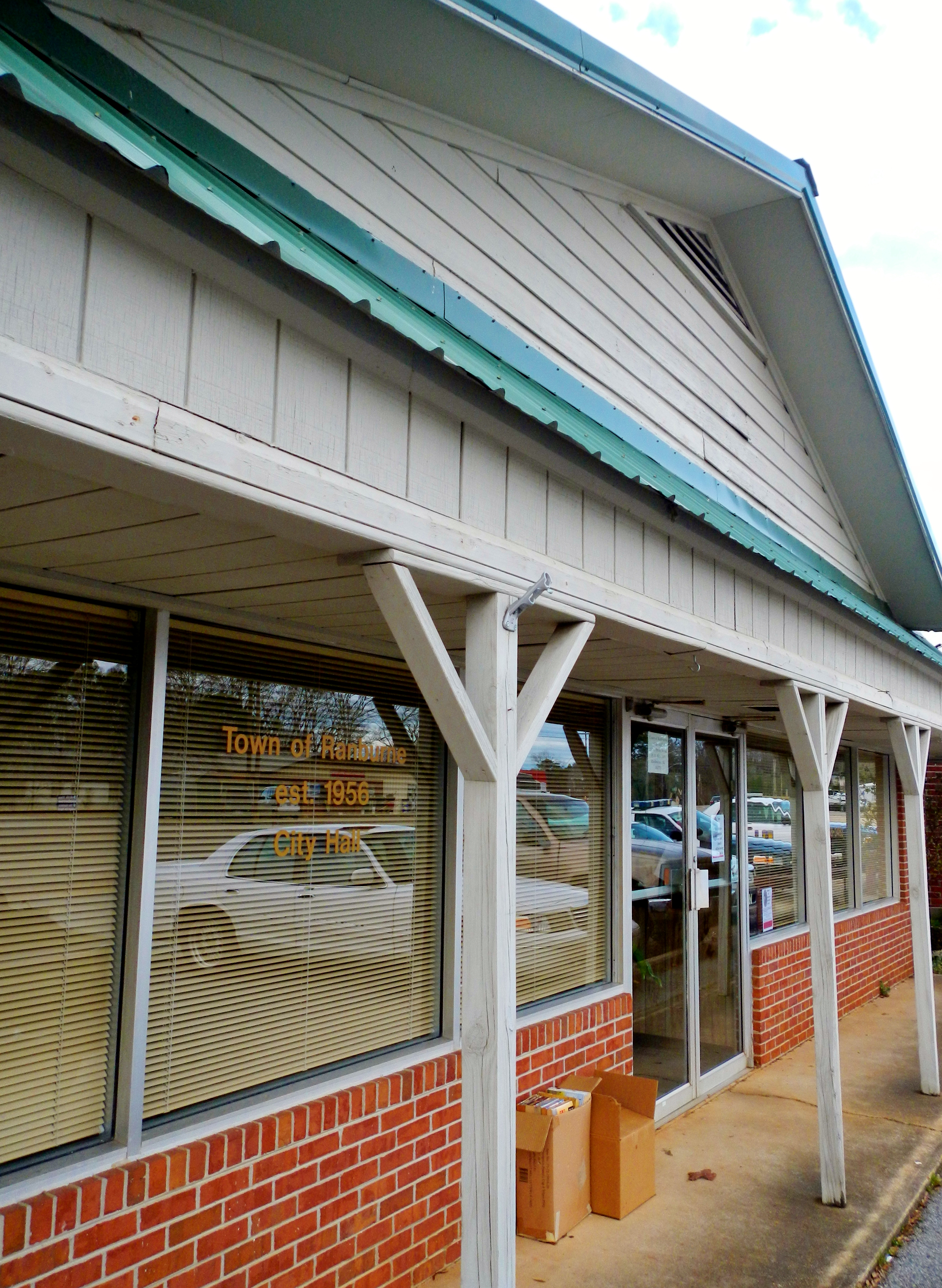
تالار شهر رانبرن
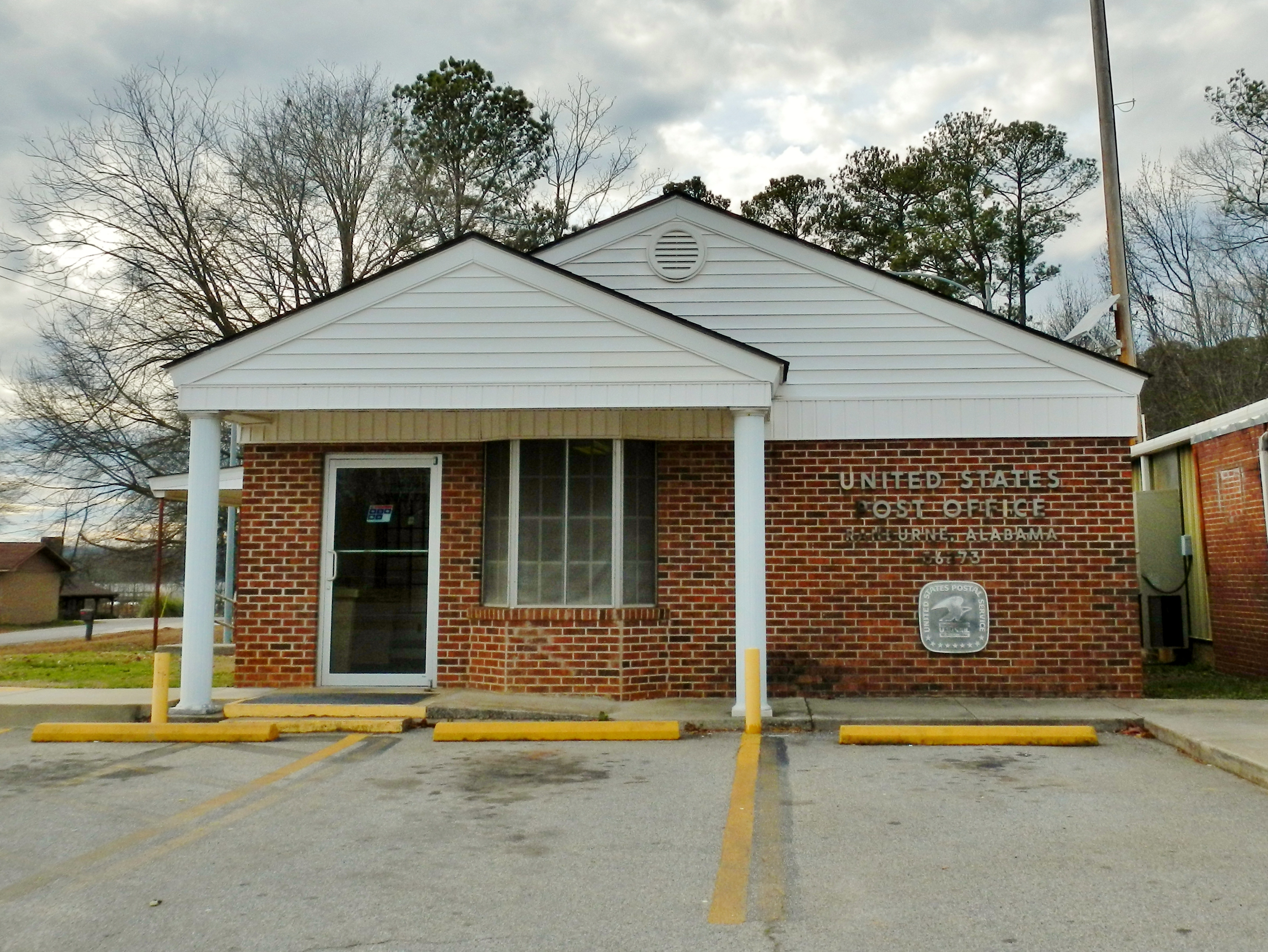
اداره پست رانبرن (زیپ‌کد: ۳۶۲۷۳)
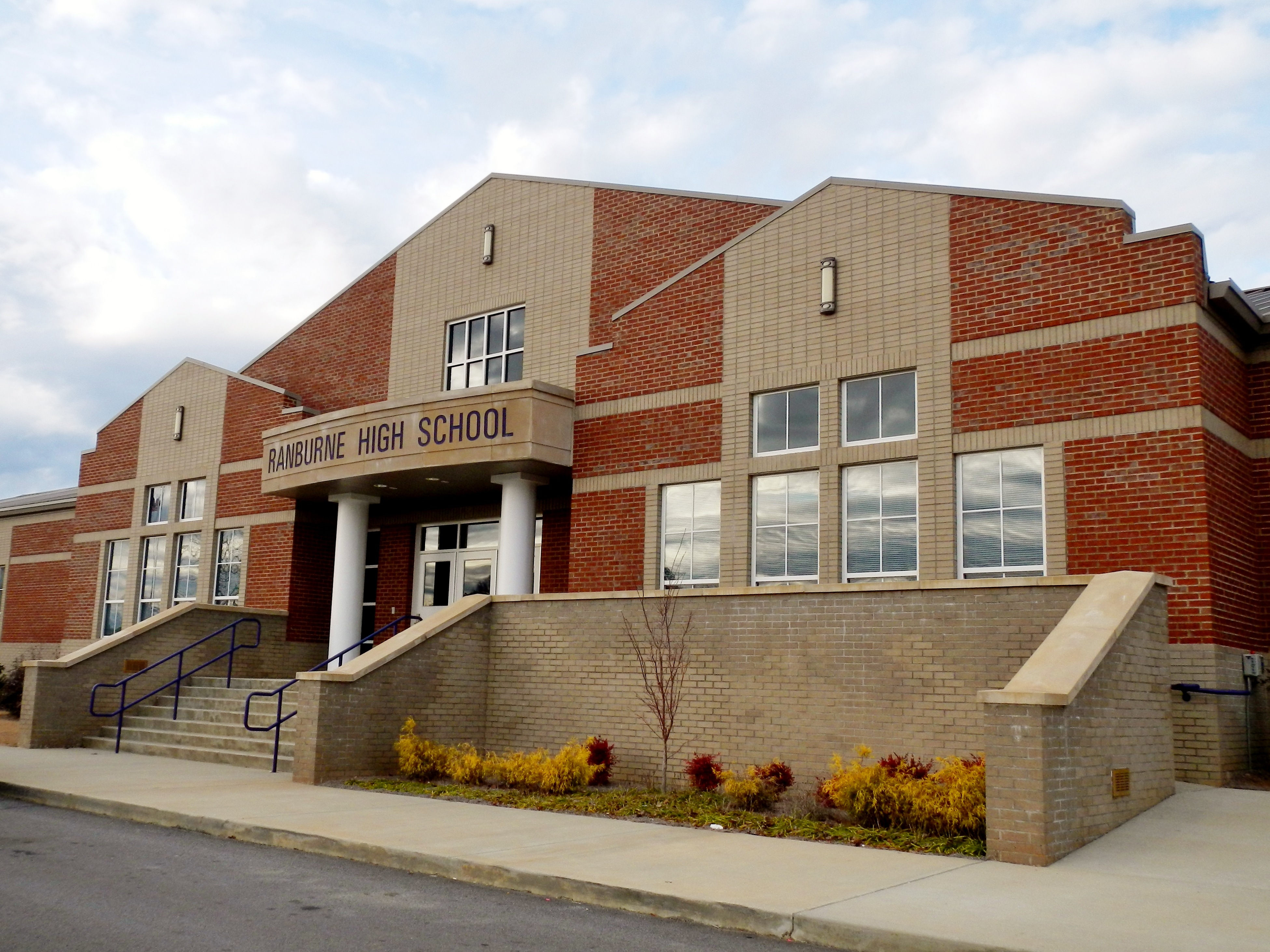
دبیرستان رانبرن

## External links
- Ranburne High School